# Carbonera (grup de bolets)
Les carboneres o cualbres carboneres són un grup reduït de bolets, d’una desena d’espècies del gènere Russula de la secció Compactae Fr. Són complexes de diferenciar sense l'ajut d'un microscopi.
Les carboneres son bolets similars als pebrassos, però a diferència d’ells s'enfosqueixen a mida que esdevenen adults o be quan els freguem o tallem.
El barret sol ser gran, de fosc a negre i de carn que, en tallar-la o ferir-la, canvia de color blanc a gris o negre, passant sovint abans pel rogenc.
Totes les carboneres tenen nombroses lamel·les entre les làmines.

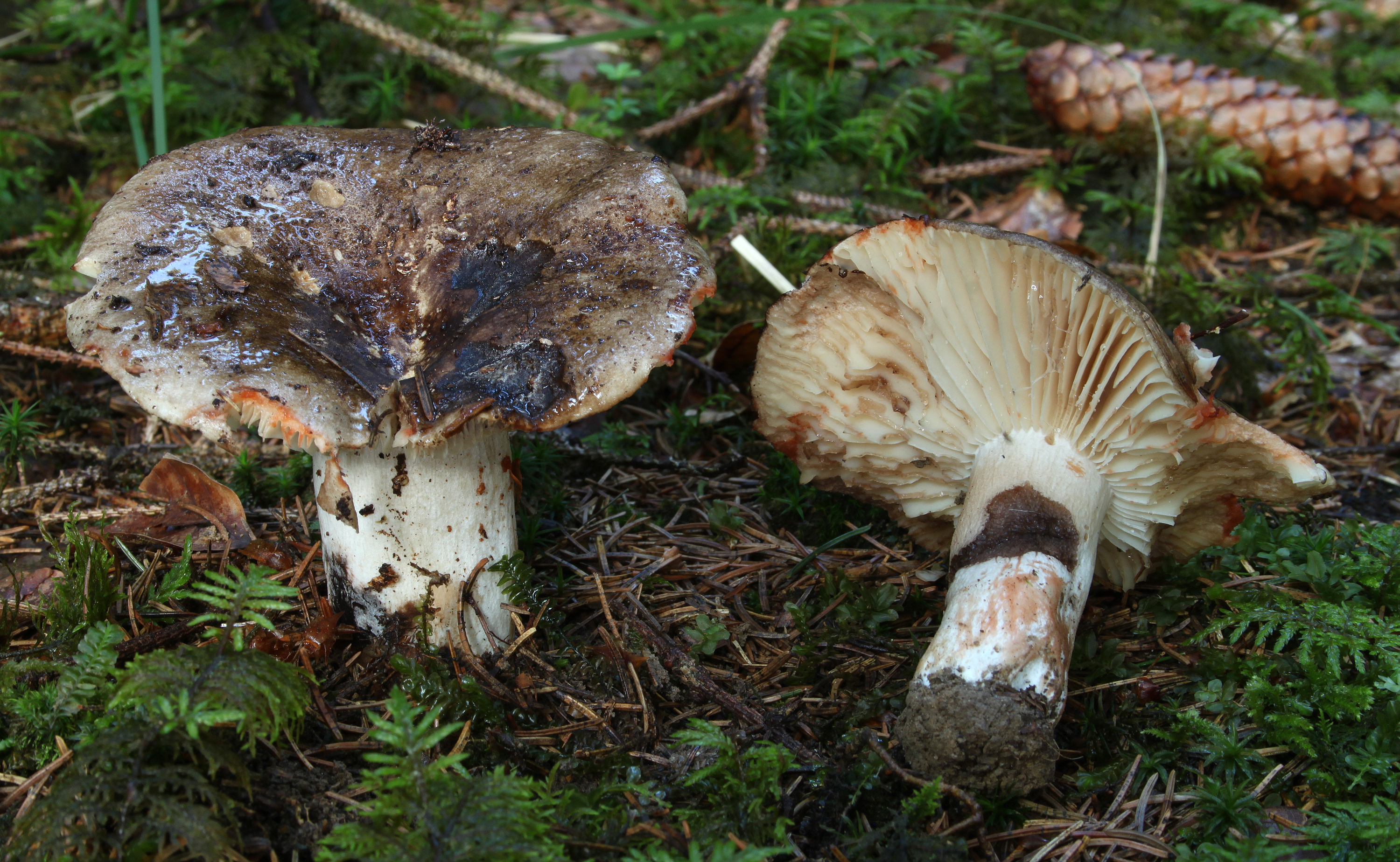
Carbonera (Russula nigricans)

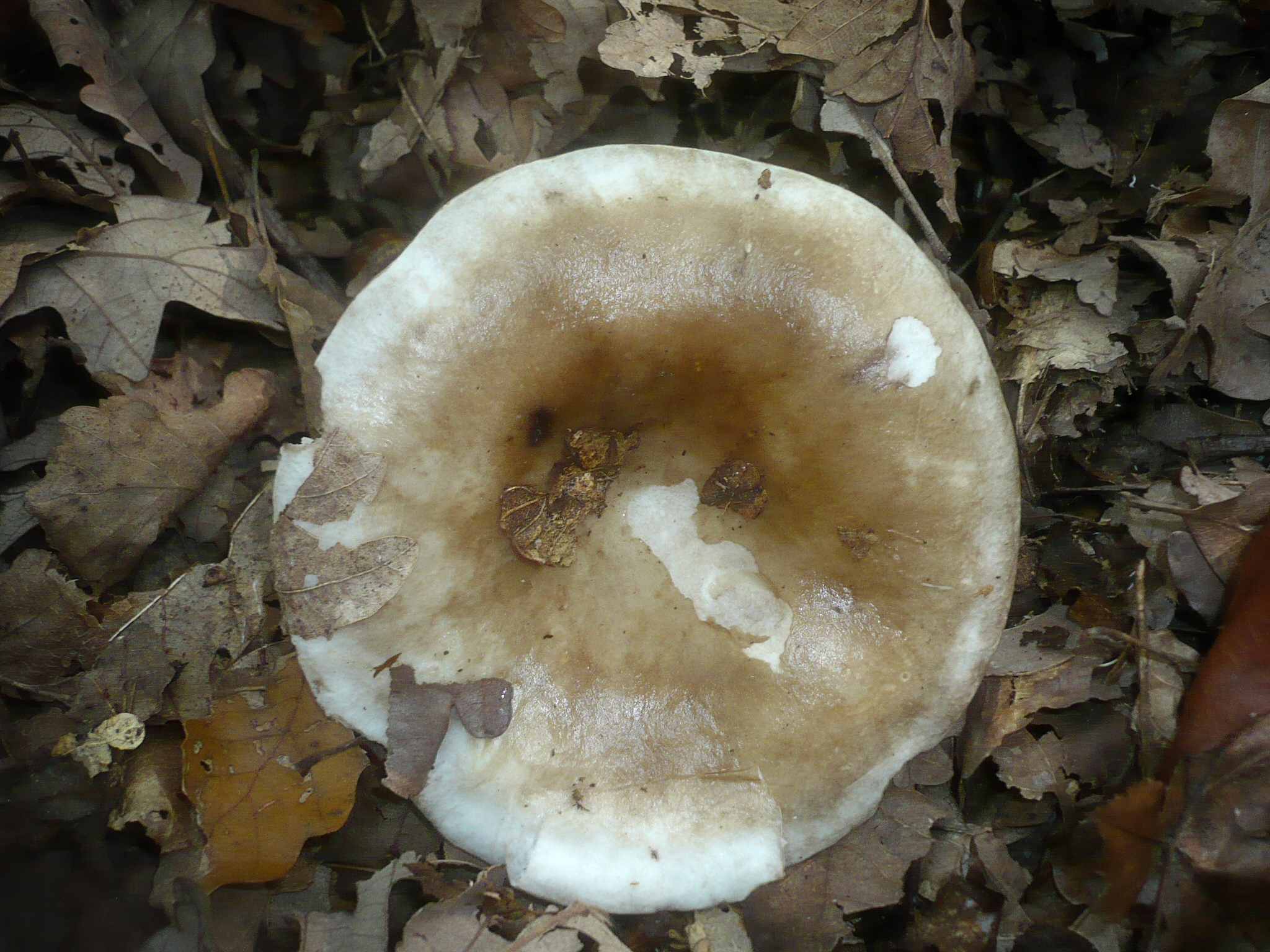
Carbonera de làmines coents (Russula acrifolia)

Alguns exemplars resten momificats fins a la primavera següent, com la carbonera vera (Russula nigricans). No són bons comestibles.

## Espècies de carboneres
Es diferencien dos grups de carboneres segons si la carn enrogeix o no abans d'ennegrir.

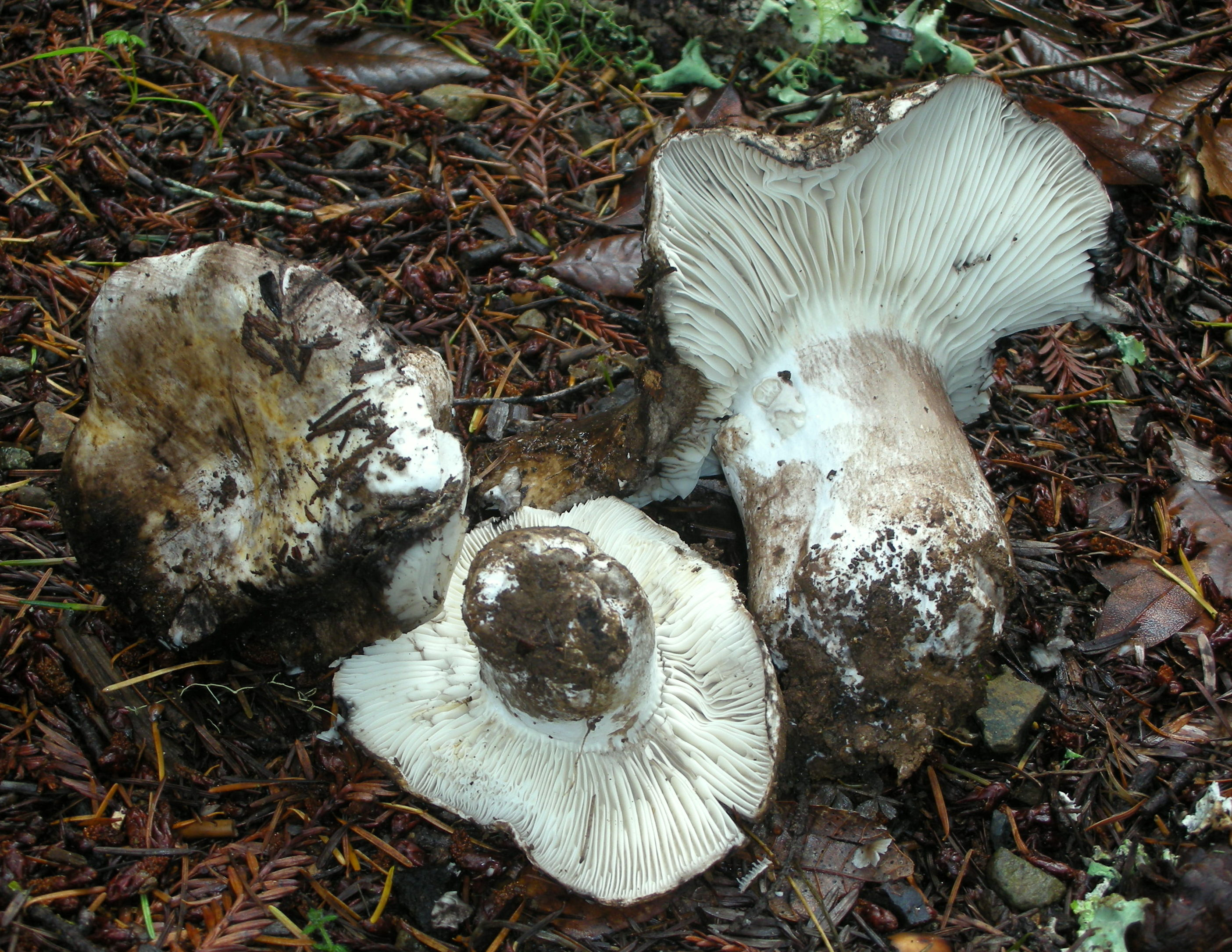
Carbonera mentolada (Russula albonigra)

- Entre les carboneres que enrogeixen prèviament abans d’ennegrir:
  - Russula nigricans, carbonera
  - Russula anthracina, carbonera coent
  - Russula adusta, carbonera d’olor de florit
  - Russula acrifolia, carbonera de làmines coents
  - Russula albonigra f. pseudonigricans, carbonera mentolada rogenca
  - Russula densifolia, carbonera petita

- Carbonera mentolada (Russula albonigra)Entre les carboneres que ennegreixen directament: 
  - Russula fuliginosa, carbonera fuliginosa
  - Russula atramentosa, carbonera lletja
  - Russula albonigra, carbonera mentolada